# This House Is Not for Sale
Albums de Bon Jovi
Burning Bridges
(2015) This House Is Not for Sale – Live from the London Palladium
(2016)
Singles
1. This House Is Not for Sale
Sortie : 12 août 2016
2. Knockout
Sortie : 21 octobre 2016
3. Labor of Love
Sortie : 4 novembre 2016
4. Born Again Tomorrow
Sortie : 23 décembre 2016

This House Is Not for Sale est le 13e album studio du groupe de rock américain Bon Jovi. Il a été publié le 4 novembre 2016 par Island Records. Il s'agit du premier album studio du groupe où Phil X endosse le rôle de guitariste à la suite du départ de Richie Sambora, trois ans auparavant. Par ailleurs, le bassiste Hugh McDonald est enfin crédité comme membre officiel sur le disque alors qu'il joue au sein du groupe depuis 1994.

## Liste des titres
| Version Standard | Version Standard           | Version Standard                             | Version Standard | Version Standard | Version Standard | Version Standard | Version Standard | Version Standard | Version Standard |
| No               | Titre                      | Auteur                                       | Durée            |                  |                  |                  |                  |                  |                  |
| ---------------- | -------------------------- | -------------------------------------------- | ---------------- | ---------------- | ---------------- | ---------------- | ---------------- | ---------------- | ---------------- |
| 1.               | This House Is Not for Sale | - Jon Bon Jovi - John Shanks - Billy Falcon  | 3:36             |                  |                  |                  |                  |                  |                  |
| 2.               | Living With the Ghost      | - Bon Jovi                                   | 4:44             |                  |                  |                  |                  |                  |                  |
| 3.               | Knockout                   | - Bon Jovi - Shanks                          | 3:29             |                  |                  |                  |                  |                  |                  |
| 4.               | Labor of Love              | - Bon Jovi - Shanks - Falcon                 | 5:03             |                  |                  |                  |                  |                  |                  |
| 5.               | Born Again Tomorrow        | - Bon Jovi - Shanks - Falcon                 | 3:33             |                  |                  |                  |                  |                  |                  |
| 6.               | Roller Coaster             | - Bon Jovi - Chris DeStefano - Ashley Gorley | 3:40             |                  |                  |                  |                  |                  |                  |
| 7.               | New Year's Day             | - Bon Jovi - Falcon                          | 4:27             |                  |                  |                  |                  |                  |                  |
| 8.               | The Devil's in the Temple  | - Bon Jovi - Falcon                          | 3:19             |                  |                  |                  |                  |                  |                  |
| 9.               | Scars on This Guitar       | - Bon Jovi - Brett James - Falcon            | 5:06             |                  |                  |                  |                  |                  |                  |
| 10.              | God Bless This Mess        | - Bon Jovi                                   | 3:23             |                  |                  |                  |                  |                  |                  |
| 11.              | Reunion                    | - Bon Jovi                                   | 4:14             |                  |                  |                  |                  |                  |                  |
| 12.              | Come On Up to Our House    | - Bon Jovi - Shanks                          | 4:35             |                  |                  |                  |                  |                  |                  |
| 49:08            |                            |                                              |                  |                  |                  |                  |                  |                  |                  |

| 13. | Real Love             | - Bon Jovi - Falcon              | 4:34 |
| 14. | All Hail the King     | - Bon Jovi - DeStefano - Gorley  | 4:54 |
| 15. | We Don't Run          | - Bon Jovi - Shanks              | 3:17 |
| 16. | I Will Drive You Home | - Bon Jovi - Falcon - Luke Laird | 4:42 |
| 17. | Goodnight New York    | - Bon Jovi - Shanks - Falcon     | 3:53 |
| 18. | Touch of Grey         | - Bon Jovi - Falcon - James      | 4:06 |
| 19. | Color Me In           | - Bon Jovi - Falcon              | 4:02 |

## Composition du groupe pour l'enregistrement
- Jon Bon Jovi - chant, guitare acoustique
- Phil X - guitares, chœurs
- Tico Torres - batterie, percussion
- David Bryan - claviers, piano, chœurs
- Hugh McDonald - basse, chœurs.